# جوناثان ميلز
جوناثان ميلز (بالإنجليزية: Jonathan Mills)‏ هو ملحن أسترالي، ولد في 21 مارس 1963 في سيدني في أستراليا.

## وصلات خارجية
- جوناثان ميلز على موقع IMDb (الإنجليزية)
- جوناثان ميلز على موقع ميوزك برينز (الإنجليزية)